# Alexandru Maxim
Alexandru Iulian Maxim (n. 8 iulie 1990, Piatra-Neamț, Neamț, România) este un fotbalist român, care joacă pe post de mijlocaș la Gaziantep în Süper Lig. Pe plan internațional, are prezențe la națională pentru România Sub-21 și România.

## Cariera
După 2 ani de juniorat la formația spaniolă Espanyol Barcelona acesta a fost promovat la echipa secundă a clubului. După alți 2 ani petrecuți în Spania și după un împrumut la CF Badalona, în 2010 el a revenit în țara sa la Pandurii Târgu Jiu.
El și-a făcut debutul la  echipa națională pe data de 30.05.2012 într-un meci împotriva Elveției.

### Goluri internaționale
| # | Data               | Stadion                                 | Oponent        | Scor | Rezultat | Competiție                                  |
| - | ------------------ | --------------------------------------- | -------------- | ---- | -------- | ------------------------------------------- |
| 1 | 11 septembrie 2012 | Arena Națională, București, România     | Andorra        | 4–0  | 4–0      | Preliminariile FIFA 2014                    |
| 2 | 14 noiembrie 2012  | Arena Națională, București, România     | Belgia         | 1–1  | 2–1      | Meci amical                                 |
| 3 | 11 octombrie 2015  | Tórsvøllur, Torshavn, Insulele Feroe    | Insulele Feroe | 0–3  | 0–3      | Preliminariile CE 2016                      |
| 4 | 1 septembrie 2017  | Arena Națională, București, România     | Armenia        | 1–0  | 1–0      | Preliminariile FIFA 2018                    |
| 5 | 11 octombrie 2018  | Stadionul LFF, Vilnius, Lituania        | Lituania       | 1–2  | 1–2      | UEFA Nations League 2018–2019 Divizia C     |
| 6 | 07 septembrie 2020 | Wörthersee Stadion, Klagenfurt, Austria | Austria        | 1–3  | 2–3      | UEFA Nations League 2020 Divizia B, Grupa 1 |

## Statistici

### Club
(actualizate la 20 octombrie 2013)
| Club               | Sezon        | Campionat | Campionat | Cupă    | Cupă   | Europa  | Europa | Total   | Total  |
| Club               | Sezon        | Meciuri   | Goluri    | Meciuri | Goluri | Meciuri | Goluri | Meciuri | Goluri |
| ------------------ | ------------ | --------- | --------- | ------- | ------ | ------- | ------ | ------- | ------ |
| Espanyol B         |              |           |           |         |        |         |        |         |        |
| 2009–10            | 26           | 0         | 0         | 0       | 0      | 0       | 26     | 0       |        |
| Total              | Total        | 26        | 0         | 0       | 0      | 0       | 0      | 26      | 0      |
| Badalona           |              |           |           |         |        |         |        |         |        |
| 2010–11            | 5            | 0         | 0         | 0       | 0      | 0       | 5      | 0       |        |
| Total              | Total        | 5         | 0         | 0       | 0      | 0       | 0      | 5       | 0      |
| Pandurii Târgu Jiu |              |           |           |         |        |         |        |         |        |
| 2011–12            | 25           | 4         | 3         | 0       | 0      | 0       | 28     | 4       |        |
| 2012–13            | 19           | 5         | 1         | 0       | 0      | 0       | 20     | 5       |        |
| Total              | Total        | 44        | 9         | 4       | 0      | 0       | 0      | 48      | 9      |
| VfB Stuttgart      |              |           |           |         |        |         |        |         |        |
| 2012–13            | 11           | 1         | 2         | 0       | 3      | 0       | 16     | 1       |        |
| 2013–14            | 10           | 4         | 2         | 0       | 3      | 0       | 15     | 4       |        |
| Total              | Total        | 21        | 5         | 4       | 0      | 6       | 0      | 31      | 5      |
| Career total       | Career total | 96        | 14        | 8       | 0      | 6       | 0      | 110     | 14     |